# Karim Watambala
Karim Watambala (ur. 3 marca 2000 w Kampali) – ugandyjski piłkarz grający na pozycji ofensywnego pomocnika. Od 2019 jest zawodnikiem klubu Vipers SC.

## Kariera klubowa
Swoją karierę piłkarską Watambala rozpoczął w klubie St. Mary’s Kitende, w którym zadebiutował w 2017 roku. W 2019 roku przeszedł do Vipers SC. W sezonie 2019/2020 został z nim mistrzem kraju. W sezonie 2020/2021 zdobył Puchar Ugandy, a w sezonie 2021/2022 ponownie wywalczył mistrzostwo Ugandy.

## Kariera reprezentacyjna
W reprezentacji Ugandy Watambala zadebiutował 9 grudnia 2019 roku w wygranym 2:0 meczu Pucharu COSAFA 2019 z Somalią, rozegranym w Kampali.